# باو باو
باو باو (بالإنجليزية: Bau-Bau)‏ هي معلم جغرافي تقع في إندونيسيا في سولاوسي الجنوبية الشرقية. يقدر عدد سكانها بـ 137,118 نسمة ومساحتها 306 كم2 .

## أعلام
- لا باين مسارا